# Club Atlético San Lorenzo de Almagro (voleibol femenino)
La sección de voleibol femenino del Club Atlético San Lorenzo de Almagro es la encargada de representar al club tanto en las competencias nacionales organizadas por la Federación del Voleibol Argentino como en las locales de la Federación Metropolitana de Voleibol. Protagonista en ambos ámbitos, posee a 2023 un campeonato y tres subcampeonatos nacionales, además de tres campeonatos y dos subcampeonatos metropolitanos. Ha participado también de competencias internacionales como el Campeonato Sudamericano de Clubes de Voleibol Femenino.

## Historia
El club se afilió a la Federación Metropolitana de Voleibol en 1950, aunque la práctica del deporte ya era usual en el club. Fue el ganador de la Copa Morgan en 1984 y 1985 a pesar de desempeñarse en divisiones de ascenso. En 2004 se alzó nuevamente con la Copa Morgan y el Campeonato de Segunda División, este último de forma invicta. Le siguió el título de Primera División en 2008, alcanzando así la División de Honor, máxima categoría del metropolitano. El año 2009 lo vería descender a Primera para volver a la División de Honor a través de los play-offs en 2010. Ese año el equipo haría su debut en la Liga Femenina de Voleibol Argentino, torneo que luego disputaría en forma ininterrumpida desde 2013. En 2015 se consagró campeón de cuatro títulos consecutivos: Copa Chulo Olmos, Superliga Metropolitana, Abierto de Mayores de San Jerónimo y su primer campeonato de División de Honor de la Federación Metropolitana de Voley. En 2016 el equipo llegó nuevamente a la final de la Copa Chulo Olmos y se alzó nuevamente con el título de la División de Honor metropolitana.
En 2017 llegó al podio de la Liga Argentina y alcanzó una nueva final del Metropolitano de la División de Honor, donde fue superado por Boca. En 2018 por primera vez llegó a una final de la Liga Argentina tras superar a Gimnasia Esgrima de La Plata por 2-0 en semifinales, para caer nuevamente frente a Boca por 2-1. En el ámbito local, el equipo llegó a la instancia final de la División de Honor metropolitana, que quedó en manos de Boca.
En el 2019 el club llegó a su quinta final consecutiva en la División de Honor, consiguiendo esta vez el campeonato tras derrotar a River Plate. Además, se quedó con el subcampeonato de la Liga Argentina y tuvieron una participación destacada en el torneo continental de clubes, donde se subieron al podio por primera vez tras derrotar a Boca Juniors en el partido por el 3° puesto, puesto que se repitió en la edición 2020.
En 2021, luego de la suspensión por la pandemia, se consagró campeón de la Liga Nacional por primera vez tras derrotar a Gimnasia y Esgrima La Plata en el tercer juego disputado en el Polideportivo Roberto Pando. En 2023 el club logró llegar nuevamente a las finales nacionales, donde fue derrotado por Boca Juniors por 2-1. Ese mismo año, en el ámbito metropolitano, consiguió la Copa Osmita tras derrotar a Estudiantes de La Plata en la final.

## Instalaciones
El equipo disputa sus partidos como local en el Polideportivo Roberto Pando, inaugurado en 2016 y con una capacidad máxima de 2 000 personas.

## Plantel

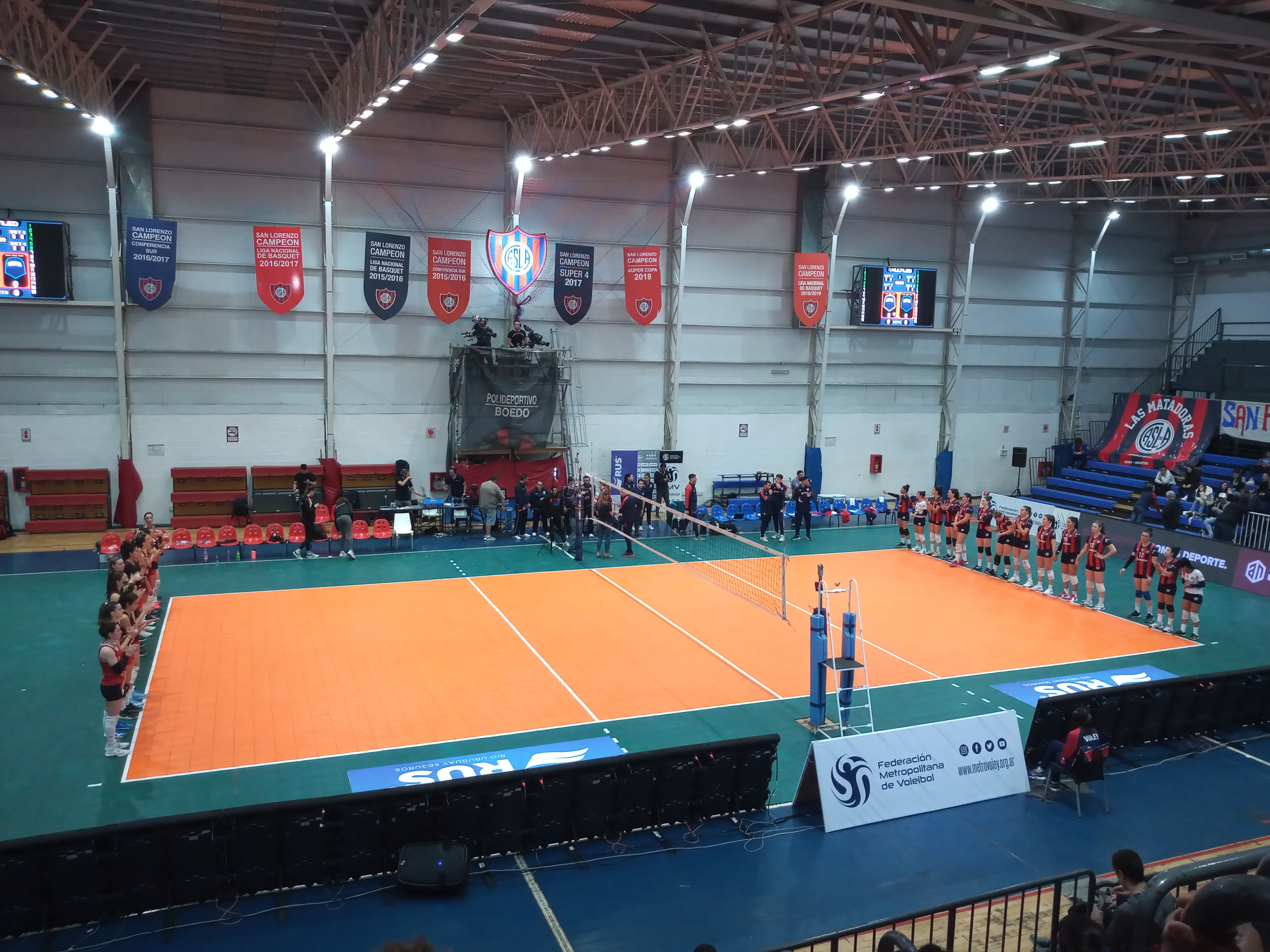
El equipo disputando un partido en el Roberto Pando

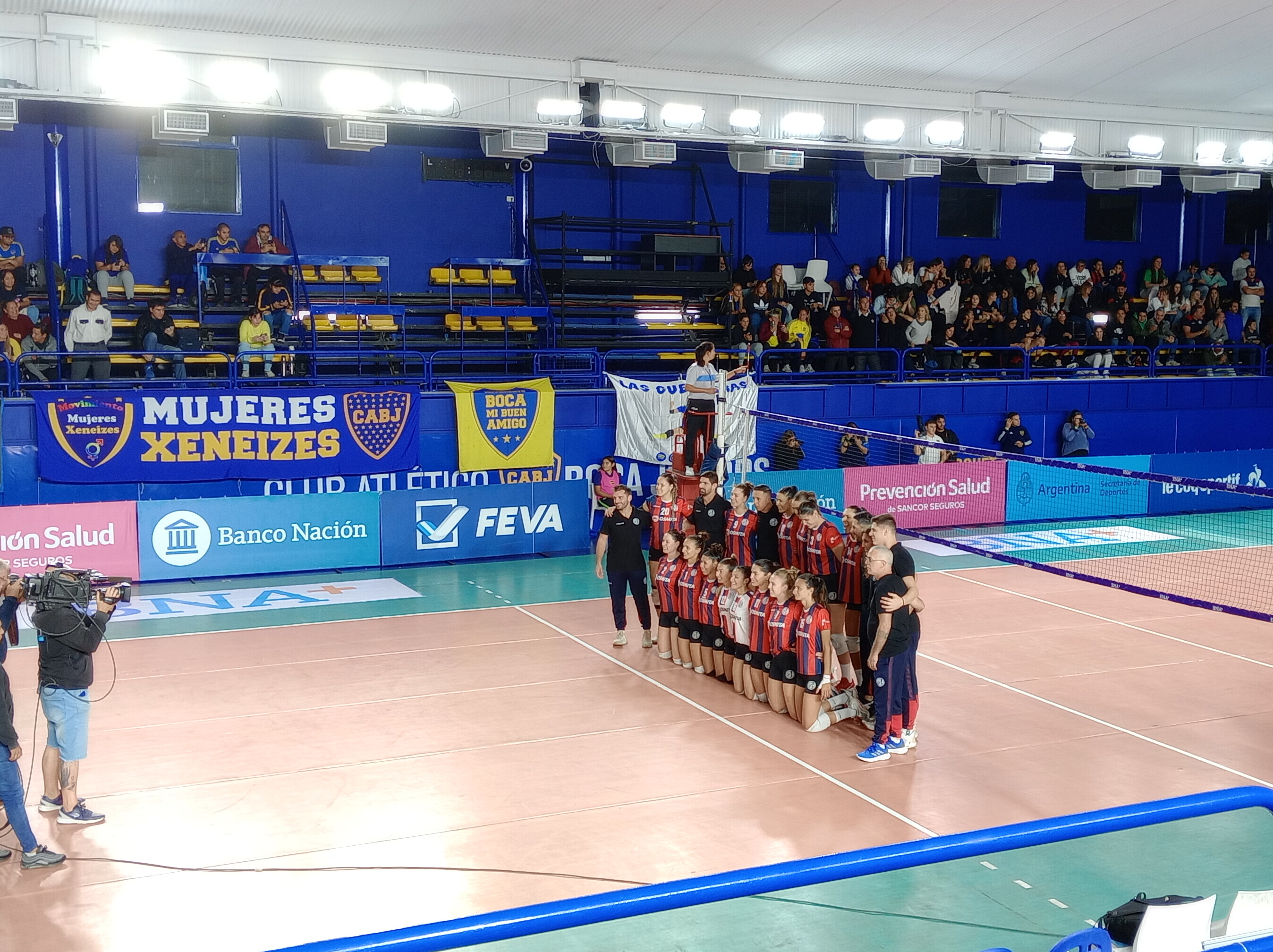
El equipo de San Lorenzo previo a disputar la primera final de la Liga Argentina 2023 contra Boca Juniors

## Palmarés
- Campeón - Copa Chulo Olmo 2015
- Campeón - Torneo Metropolitano 2015
- Campeón - Torneo Metropolitano 2016
- Subcampeón - Copa Chulo Olmo 2016
- Subcampeón - Torneo Metropolitano 2017
- Subcampeón - Torneo Metropolitano 2018
- Subcampeón - Liga Femenina de voleibol argentino de 2018
- Subcampeón - Liga Femenina de voleibol argentino de 2019
- Campeón - Torneo Metropolitano 2019
- Tercer puesto - Campeonato Sudamericano de Clubes de Voleibol Femenino 2019
- Tercer puesto - Campeonato Sudamericano de Clubes de Voleibol Femenino 2020
- Campeón - Liga Femenina de voleibol argentino de 2021
- Subcampeón - Liga Femenina de voleibol argentino de 2023
- Campeón - Copa Osmita 2023